# 安納地頸鰭魚
安納地頸鰭魚（学名：Iniistius aneitensis），又名短頸鰭魚、紅姑娘仔、紅新娘、豎停仔、胭脂冷、角龍、平倍良、楔鯛、離鰭鯛，为隆頭魚科離鰭魚屬下的一个种。分布於印度太平洋區，從查哥斯群島到夏威夷群島海域，棲息深度12-92公尺，體長可達24公分，棲息在水質清澈、開放的沙底質海域，生活習性不明，可做為觀賞魚。